# Jeanne de Ponthieu
Jeanne de Ponthieu, est la fille de Jean de Ponthieu, comte d'Aumale, et de Catherine d'Artois.
Elle épousa Jean VI comte de Vendôme et eut deux enfants :
- Bouchard VII de Vendôme
- Catherine de Vendôme

À la mort de son fils Bouchard VII, elle gouverna le comté de Vendôme au nom de sa petite-fille Jeanne de Vendôme encore au berceau, mais l'enfant mourut au bout de quelques mois. Elle meurt quelques années plus tard, en 1376.